# Distrikt Chachapoyas
Der Distrikt Chachapoyas ist einer von 21 Distrikten der Provinz Chachapoyas in der Region Amazonas in Nord-Peru. Der Distrikt hat eine Fläche von 153 km². Beim Zensus 2017 lebten im Distrikt 32.589 Menschen. Im Jahr 1993 lag die Einwohnerzahl bei 17.447, im Jahr 2007 bei 23.939. Verwaltungssitz ist die Stadt Chachapoyas zugleich Provinz- und Regionshauptstadt.

## Städte, Dörfer und Gehöfte im Distrikt Chachapoyas
- Achamaqui
- Bocanegra
- Caclic
- Chachapoyas
- El Alfalfar
- El Atajo
- El Cruce
- El Franco
- El Molino
- El Tapial
- Hidalgo
- Jupia
- Leticia
- Lucmauro
- Maripata
- Membrillo
- Mitopampa
- Opelel
- Osmal
- Penca Pampa
- Pollapampa
- Pucacruz
- Puente Utcubamba
- Rondon
- Sacra Huayco
- San Antonio
- San Isidro
- Santa Cruz
- Santa Isabel
- Silva Urco
- Taquia
- Taquipampa
- Villa Paris
- Vitaliano